# Colorado Rapids
Colorado Rapids is een voetbalclub uit de Amerikaanse stad Denver. Colorado Rapids werd in 1995 opgericht en speelt zijn wedstrijden in het bordeauxrood.
In 2010 won de club de Major League Soccer door in de finale van de play-offs FC Dallas na verlenging met 2-1 te verslaan.

## Erelijst
- MLS Cup

Winnaar: 2010 (1x)
Finalist: 1997 (1x)
- US Open Cup

Finalist: 1999 (1x)

## Bekende (oud-)Pids

### Spelers
- Daniel Amokachi
- Marcelo Balboa
- Kyle Beckerman
- Omar Cummings
- Kevin Doyle
- Maynor Figueroa
- Hérculez Gómez
- Marcus Hahnemann
- Jermaine Jones
- Zat Knight
- Pablo Mastroeni
- Drew Moor
- Younes Namli
- John Neeskens
- Marco Pappa
- Keegan Rosenberry
- Vicente Sánchez
- John Spencer
- Sean St Ledger
- Gabriel Torres
- Carlos Valderrama
- Danny Wilson
- Marvell Wynne

### Trainers
- Chris Armas
- Anthony Hudson
- Pablo Mastroeni
- Óscar Pareja